# Hitoe

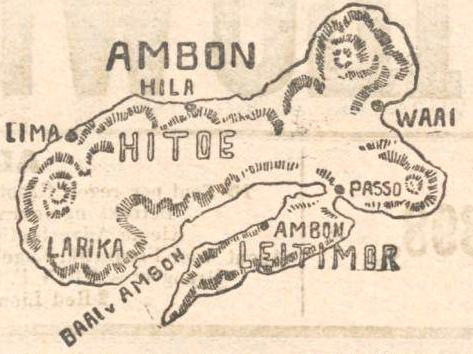
de locatie van Hitoe

Hitoe (oude schrijfwijze) of Hitu (moderne schrijfwijze) is het noordelijk deel van het eiland Ambon. Ambon bestaat namelijk uit twee schiereilanden, verbonden door een landengte. Tussen de beide schiereilanden strekt zich de brede baai van Ambon uit. Hitoe dat veel groter is dan het zuidelijke deel van het eiland dat Leitimor of Lahi-Timor heet, heeft de hoogste bergen en is met dichte bossen bedekt. Een van de dialecten die op Hitoe gesproken wordt, wordt Hitoe genoemd. Op de noordkust ligt ook een kampong met de naam Hitoe. Daar lag vroeger een Javaanse nederzetting, aantrekkelijk gelegen aan een internationale handelsroute.
In de 16e eeuw kwamen de Portugezen handel drijven aan de zuidkust. De inwoners gingen grotendeels over tot het rooms-katholieke geloof. In het kustgebied waren nog diverse zelfstandige inheemse machtscentra. De bevolking daar was meestal islamitisch.
In de loop van de 16e eeuw kwamen twee vorstendommen formeel onder gezag van de sultan van Ternate.
Hitoe werd tot 1650 geregeerd door de perdana's, een viermanschap uit vier voorname families. De belangrijkste had als titel "kapitan Hitoe". Een van hen, genaamd Tepla, bewees de VOC goede hand-en-spandiensten, in 1605, toen Steven van der Hagen met behulp van zijn vloot het Portugese fort overnam. Ook in 1616 bij de 'pacificatie' van een aantal dorpen op het eiland, maakte de kapitan zich verdienstelijk door op te treden als bemiddelaar.
De geïsoleerde positie van de noordkust van het eiland werkte in de hand dat daar tot in de negentiende eeuw een oorspronkelijke, niet gemalaïseerde taal werd gesproken.